# 12 de setembro
12 de setembro é o 255.º dia do ano no calendário gregoriano (256.º em anos bissextos). Faltam 110 dias para acabar o ano.

## Eventos históricos

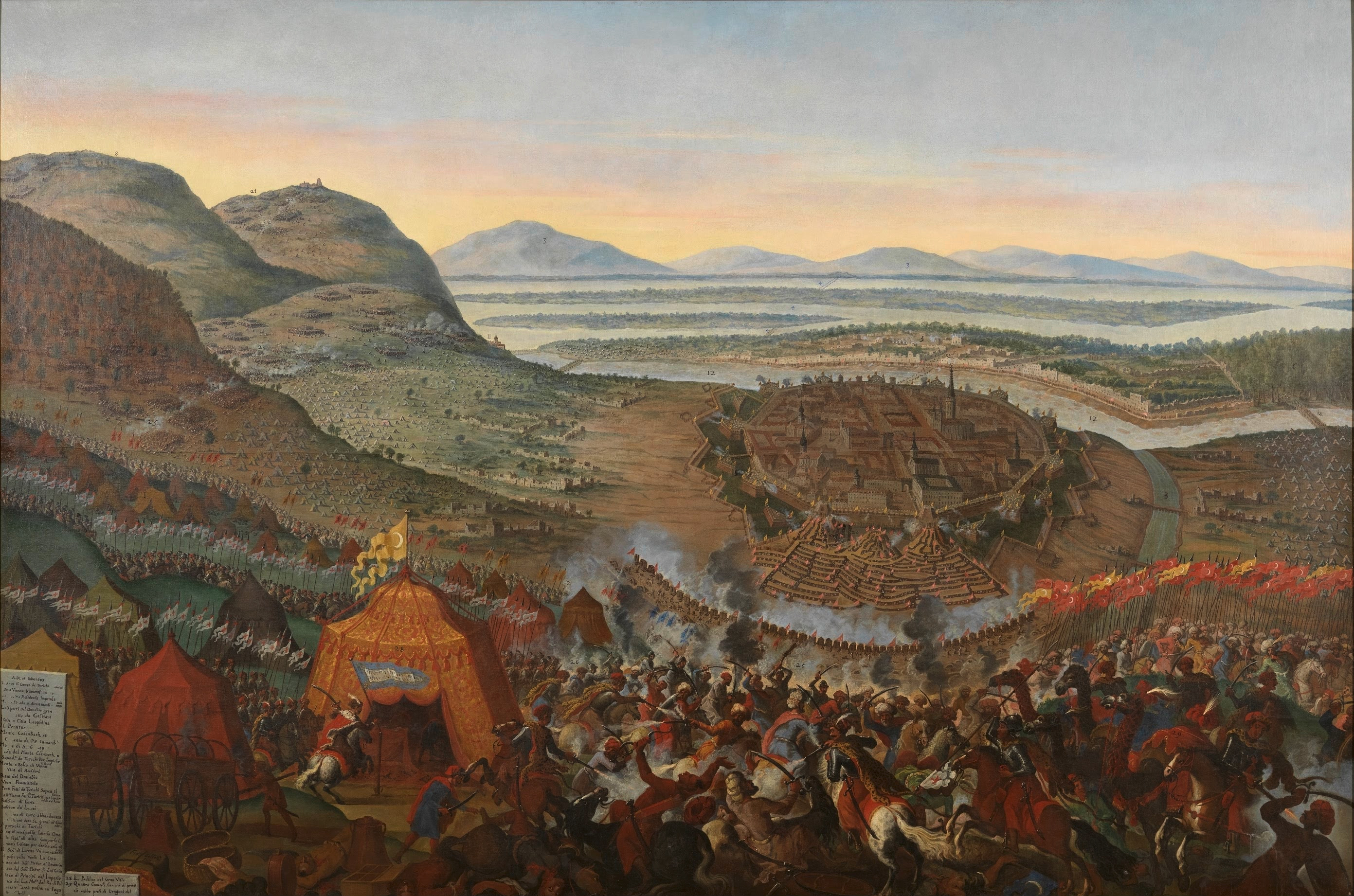
1683: Batalha de Viena

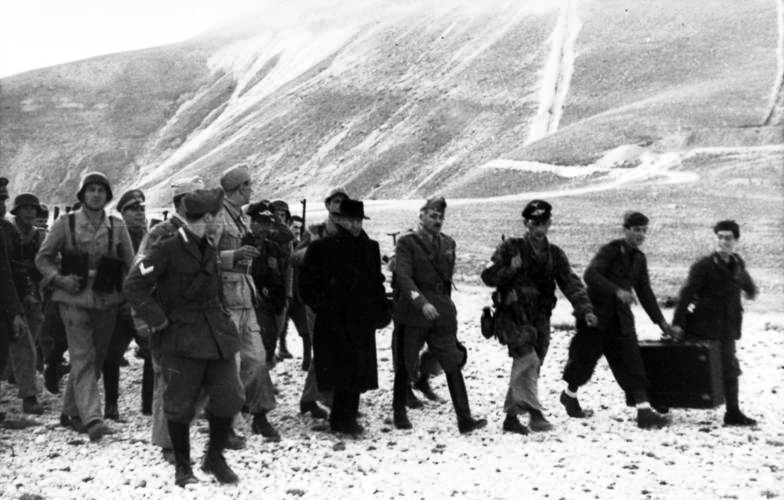
1943: Operação Carvalho

- 490 a.C. — Batalha de Maratona: a data convencionalmente aceita para a Batalha de Maratona. Os atenienses e seus aliados platônicos derrotam a primeira força de invasão persa da Grécia.
- 1185 — Imperador Andrônico I Comneno é brutalmente morto em Constantinopla.
- 1213 — Cruzada Albigense: Simão IV de Monforte, derrota Pedro II de Aragão na Batalha de Muret.
- 1232 — O futuro rei Teobaldo I de Navarra casa-se com Margarida de Bourbon.
- 1297 — O Tratado de Alcanizes define a fronteira entre Portugal e Castela.
- 1309 — Ocorre o Primeiro Cerco de Gibraltar no contexto da Reconquista espanhola, colocando as forças do Reino de Castela contra o Reino Nacérida de Granada, resultando em uma vitória castelhana.
- 1631 — A Batalha Naval dos Abrolhos, também referida como Batalha Naval de Pernambuco, é travada na costa do atual estado de Pernambuco.
- 1683 — Grande Guerra Turca: Batalha de Viena: vários exércitos europeus unem forças para derrotar o Império Otomano.
- 1711 — A Batalha do Rio de Janeiro foi um ataque que ocorreu no porto do Rio de Janeiro durante a Guerra da Sucessão Espanhola por uma esquadra francesa sob comando de René Duguay-Trouin.
- 1762 — O Sultanato de Sulu cede a ilha Balambangan à Companhia Britânica das Índias Orientais.
- 1847 — Guerra Mexicano-Americana: começa a Batalha de Chapultepec.
- 1911 — Inauguração do Theatro Municipal de São Paulo, o espetáculo foi iniciado com a leitura de um trecho da obra da ópera Il Guarany, de Carlos Gomes. Seguiu-se depois a encenação da ópera Hamlet, de Ambroise Thomas.
- 1915 — Soldados franceses resgatam mais de 4 000 sobreviventes do genocídio armênio presos em Musa Dagh.
- 1923 — Rodésia do Sul, hoje chamado Zimbábue, é anexada pelo Reino Unido.
- 1936 — Inaugurada a Rádio Nacional do Rio de Janeiro.
- 1938 — Adolf Hitler exige autonomia e autodeterminação para os alemães da Região dos Sudetas na Tchecoslováquia.
- 1940 — Pinturas rupestres são descobertas em Lascaux, França.
- 1942 — Segunda Guerra Mundial: primeiro dia da Batalha de Edson's Ridge durante a Campanha de Guadalcanal. Marines dos Estados Unidos que protegem o Henderson Field são atacados por tropas japonesas.
- 1943 — Segunda Guerra Mundial: Benito Mussolini é resgatado numa ousada operação dos paraquedistas alemães comandados pelo austríaco Otto Skorzeny (Operação Carvalho).
- 1944 — Segunda Guerra Mundial: continua a libertação da Iugoslávia da ocupação do Eixo. Bajina Bašta, no oeste da Sérvia, está entre as cidades liberadas.
- 1945 — A República Popular da Coreia é proclamada, pondo fim ao domínio japonês sobre a Coreia.[1]
- 1948 — Guerra Civil Chinesa: O marechal Lin Biao, comandante-em-chefe do Exército de Campo do Nordeste comunista chinês, lançou uma ofensiva maciça contra Jinzhou, a Campanha de Liaoshen começou.
- 1952 — Ocorrências estranhas, incluindo um avistamento de monstros, ocorrem em Flatwoods, Virgínia Ocidental.
- 1958 — Jack Kilby demonstra o primeiro circuito integrado enquanto trabalhava na Texas Instruments.
- 1959 — A União Soviética lança o foguete, Luna 2, com o objetivo de obter um impacto na Lua.
- 1961 — Fundação da União Africana e Malgaxe.
- 1962 — O presidente John F. Kennedy faz o discurso "Nós escolhemos ir para a Lua" na Universidade Rice.
- 1963 — Ocorre a revolta dos Sargentos em Brasília promovida por cabos, sargentos e suboficiais, sobretudo da Força Aérea e da Marinha do Brasil.
- 1966 — Gemini XI, a penúltima missão do Projeto Gemini da NASA, estabelece o recorde de altitude humana em órbita (exceto para as missões lunares Apollo).
- 1974 — O imperador Haile Selassie da Etiópia, "Messias" do movimento rastafári, é deposto após um golpe militar dos Dergs, encerrando um reinado de 58 anos.
- 1977 — O ativista sul-africano antiapartheid Steve Biko morre sob custódia policial.
- 1980 — Golpe militar na Turquia, liderado pelo general Kenan Evren.
- 1981 — Inaugurado o Memorial JK em Brasília.
- 1983 — A União Soviética veta uma Resolução do Conselho de Segurança das Nações Unidas deplorando a destruição soviética do voo da Korean Air Lines 007.
- 1988 — O Furacão Gilbert devasta a Jamaica; ela se volta para a península de Iucatã, no México, dois dias depois, causando cerca de 5 bilhões de dólares em danos.
- 1990 — Os dois estados alemães e as Quatro Potências assinam o Tratado sobre a Regulamentação Definitiva referente à Alemanha em Moscou, abrindo caminho para a reunificação da Alemanha.
- 1992
  - A NASA lança o ônibus espacial Endeavour na STS-47, que marcou a 50.ª missão do ônibus espacial. A bordo estão Mae Jemison, a primeira afro-americana no espaço, Mamoru Mohri, o primeiro cidadão japonês a voar em uma espaçonave americana, e Mark Lee e Jan Davis, o primeiro casal no espaço.
  - Abimael Guzmán, líder do Sendero Luminoso, é capturado pelas forças especiais peruanas; pouco tempo depois, o resto da liderança do Sendero Luminoso também caiu.
- 2003
  - As Nações Unidas suspendem as sanções contra a Líbia depois que o país concordou em aceitar a responsabilidade e recompensar as famílias das vítimas no atentado de 1988 contra o voo 103 da Pan Am.
  - Guerra do Iraque: Em Faluja, as forças dos EUA disparam e matam oito policiais iraquianos por engano.
  - O tufão Maemi, o tufão mais forte registrado para atingir a Coreia do Sul, atingiu a costa perto de Busan.
- 2005 — Conflito israelo-palestino: a retirada israelita de Gaza é concluída, deixando cerca de 2 530 casas demolidas.[2]
- 2013 — A NASA confirma que sua sonda Voyager 1 se tornou o primeiro objeto feito pelo homem a entrar no espaço interestelar.
- 2019 — Astrônomos detectam água na atmosfera do exoplaneta K2-18b, primeira detecção do tipo em uma zona habitável.
- 2022 — Iniciam-se confrontos durante a crise fronteiriça entre Armênia e Azerbaijão, em que mais de 210 soldados de ambos os lados morrem em combates.[3]
- 2023 — O número de mortos nas inundações causadas pela tempestade Daniel no nordeste da Líbia aumenta para 5 200 pessoas, com milhares de desaparecidos.[4]

## Nascimentos

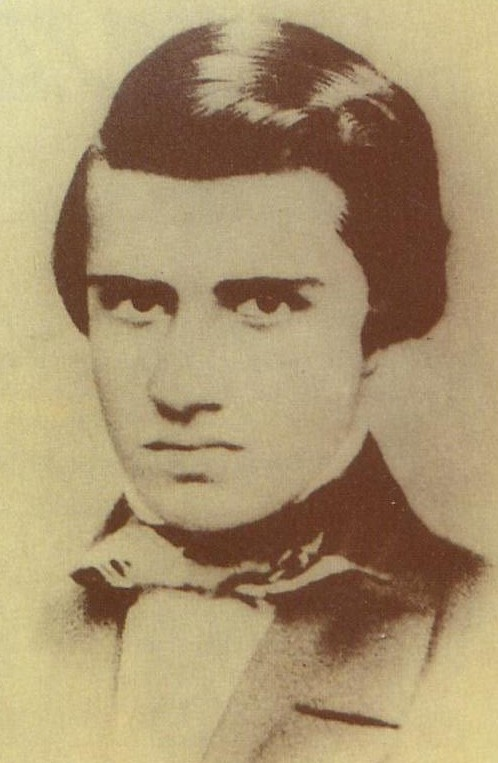
Álvares de Azevedo

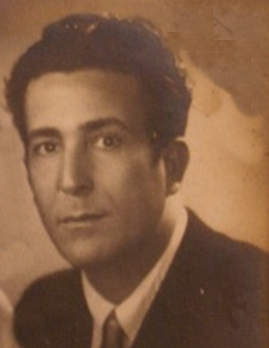
Vicente Celestino

Juscelino Kubitschek

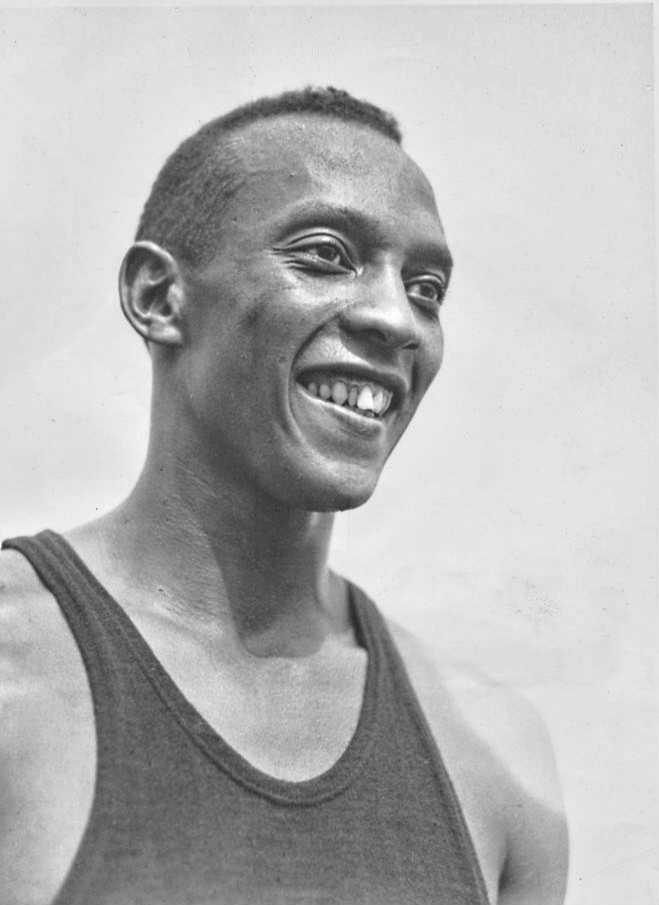
Jesse Owens

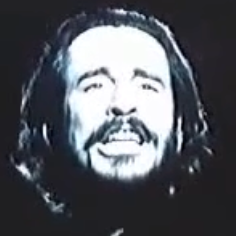
Geraldo Vandré

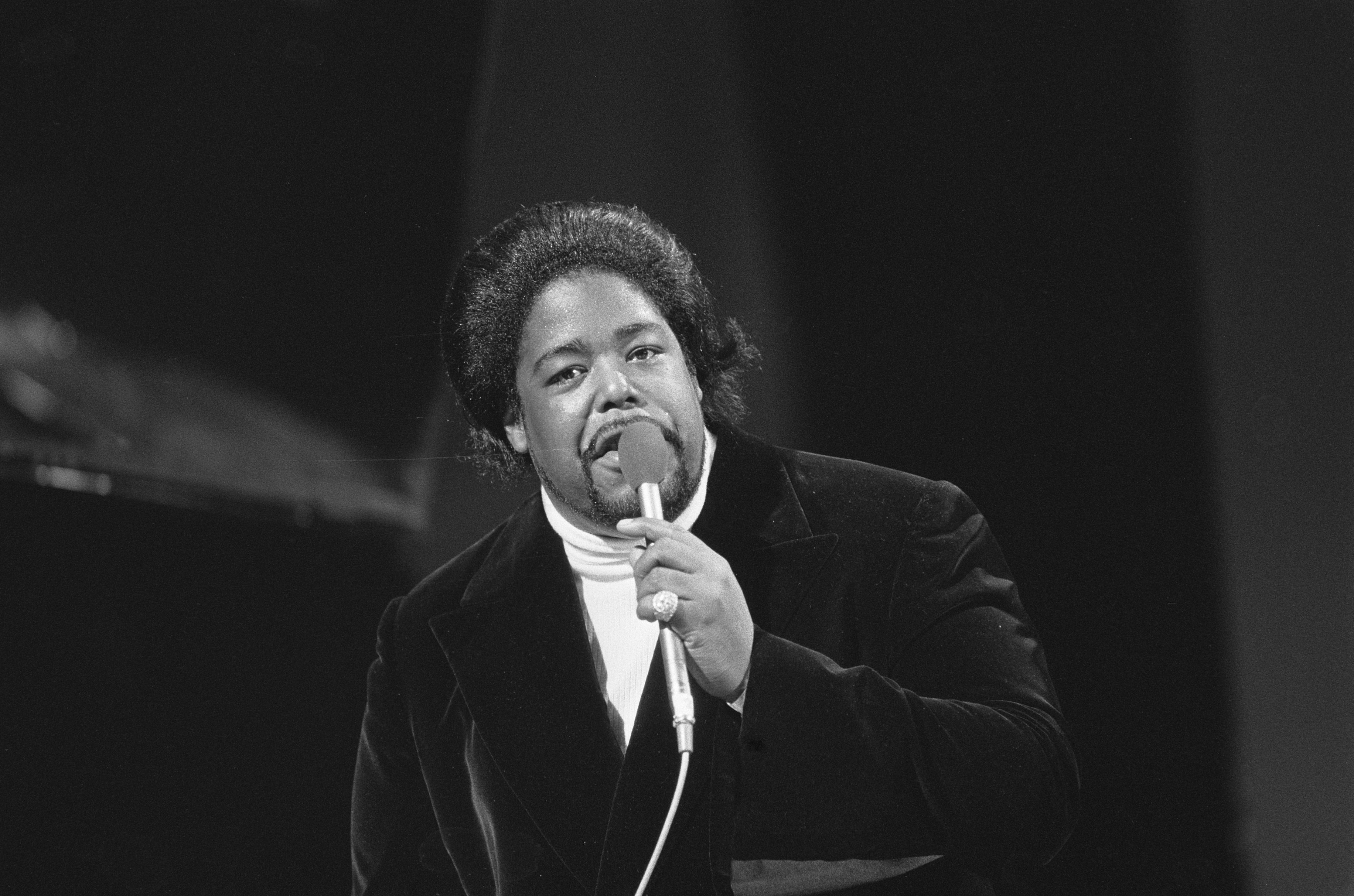
Barry White

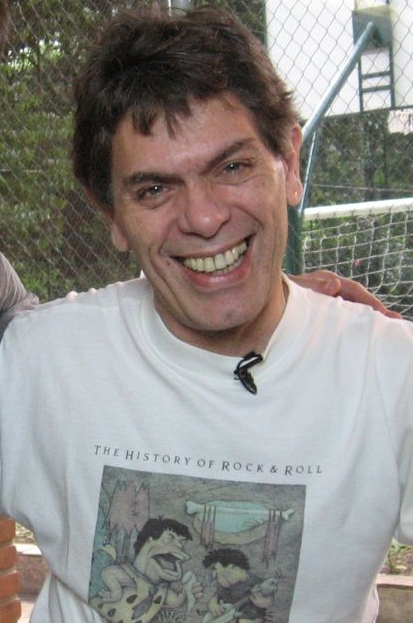
Roger Moreira

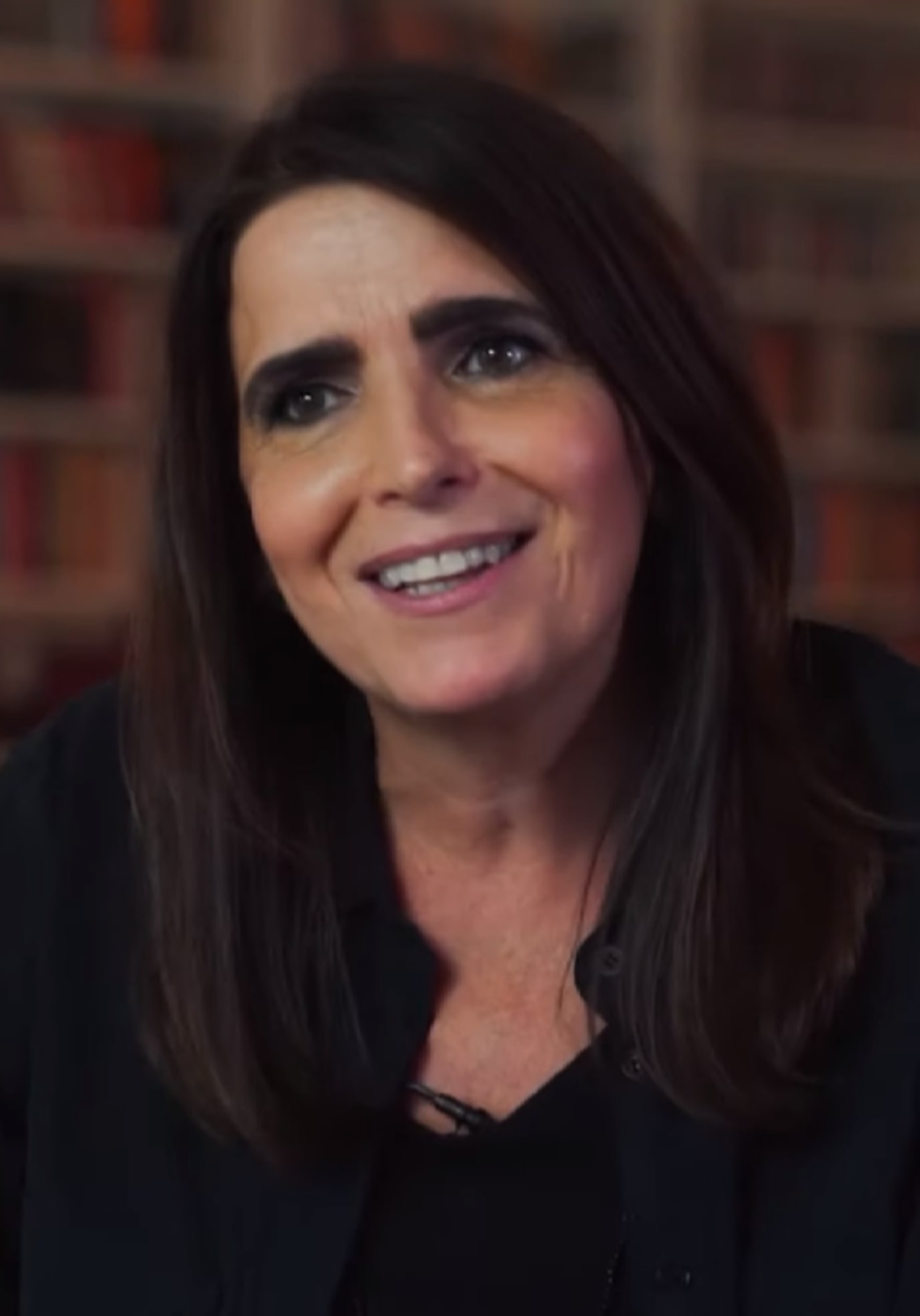
Malu Mader

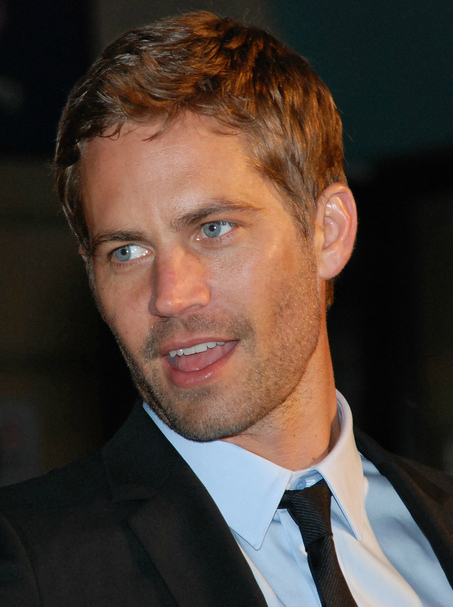
Paul Walker

### Anterior ao século XIX
- 1492 — Lourenço II de Médici, duque de Urbino (m. 1519).
- 1494 — Francisco I de França (m. 1547).
- 1590 — María de Zayas, escritora espanhola (m. 1647).
- 1736 — Hsinbyushin, rei da Birmânia (m. 1776).

### Século XIX
- 1831 — Álvares de Azevedo, poeta e escritor brasileiro (m. 1852).
- 1839 — Ernesto Carneiro Ribeiro, médico, linguista e educador brasileiro (m. 1920).
- 1876 — Auta de Souza, poetisa brasileira (m. 1901).
- 1880 — H. L. Mencken, jornalista e crítico social norte-americano (m. 1956).
- 1888 — Maurice Chevalier, ator e cantor francês (m. 1972)
- 1893 — Frederick William Franz, religioso estadunidense (m. 1992).
- 1894 — Vicente Celestino, cantor brasileiro (m. 1968).
- 1896 — Octávio Brandão, político e ativista brasileiro (m. 1980).
- 1897 — Irène Joliot-Curie, física francesa (m. 1956).

### Século XX

#### 1901–1950
- 1902 — Juscelino Kubitschek, médico e político brasileiro, 21.° presidente do Brasil (m. 1976).
- 1906 — Georges Posener, egiptólogo francês (m. 1988).
- 1910 — Carlos Chagas Filho, médico, professor, diplomata, cientista e ensaísta brasileiro (m. 2000).
- 1913 — Jesse Owens, atleta e líder civil estadunidense (m. 1980).
- 1916 — Tony Bettenhausen, automobilista norte-americano (m. 1961).
- 1921 — Stanisław Lem, escritor polonês (m. 2006).
- 1924 — Amílcar Cabral, político português (m. 1973).
- 1927 — Alceu Collares, político brasileiro (m. 2024).
- 1930 — Caravelli, maestro francês (m. 2019).
- 1931 — Ian Holm, ator britânico (m. 2020).
- 1935 — Geraldo Vandré, músico brasileiro.
- 1942 — Nelson Rufino, músico brasileiro.
- 1944
  - Barry White, cantor norte-americano (m. 2003).
  - Leci Brandão, cantora e compositora brasileira.
  - Gervásio Maia, político brasileiro (m. 2007).
- 1948 — Caio Fernando Abreu, escritor brasileiro. (m. 1996)
- 1949
  - Irina Rodnina, ex-patinadora artística russa.
  - Tânia Alves, atriz e cantora brasileira.
- 1950 — Delasnieve Daspet, escritora brasileira.

#### 1951–2000
- 1951 — Joe Pantoliano, ator estadunidense.
- 1952 — Neil Peart, baterista canadense (m. 2020).
- 1953 — Nan Goldin, fotógrafa americana.
- 1954 — Scott Hamilton, saxofonista norte-americano.
- 1955 — Peter Scolari, ator estadunidense (m. 2021).
- 1956
  - Roger Rocha Moreira, cantor e compositor brasileiro.
  - Leslie Cheung, ator e cantor honconguês (m. 2003).
- 1957
  - Hans Zimmer, compositor alemão.
  - Rachel Ward, atriz britânica.
- 1958 — Kerry Armstrong, atriz e autora australiana.
- 1959 — Clarice Niskier, atriz brasileira.
- 1960 — Robert John Burke, ator norte-americano.
- 1961 — Mylène Farmer, cantora francesa.
- 1962
  - Paulo Portas, jornalista e político português.
  - Amy Yasbeck, atriz norte-americana.
- 1963 — Larisa Selezneva, patinadora artística russa.
- 1964 — Dieter Hecking, ex-futebolista e treinador de futebol alemão.
- 1965 — Oliver Kalkofe, ator alemão.
- 1966 — Malu Mader, atriz brasileira.
- 1967
  - Mirko Slomka, treinador de futebol alemão.
  - Vera Lúcia Salgado, política e cientista social brasileira.
- 1968 — Al Barr, cantor e compositor estadunidense.
- 1969 — Ángel Cabrera, golfista argentino.
- 1971 — Younes El Aynaoui, ex-tenista marroquino.
- 1973 — Paul Walker, ator norte-americano (m. 2013).
- 1974 — Nuno Valente, ex-futebolista português.
  - Guy Smith, automobilista britânico.
  - Eduardo Coudet, futebolista argentino.
- 1975 — Evanílson, futebolista brasileiro.
- 1976 — Wilian Nascimento, cantor e compositor de música gospel brasileiro.
- 1978
  - Sebastián Porto, motociclista argentino.
  - Benjamin McKenzie, ator norte-americano.
- 1980 — Yao Ming, jogador de basquete chinês.
- 1981 — Jennifer Hudson, atriz e cantora norte-americana.
- 1982 — Yusuf Gatewood, ator americano.
- 1983 — Carly Smithson, cantora e compositora irlandesa.
- 1984 — September, cantora, compositora e apresentadora sueca.
- 1985 — Sascha Klein, saltador alemão.
- 1986
  - Emmy Rossum, atriz e cantora norte-americana.
  - Felipe Titto, ator brasileiro.
- 1987 — Bruno Montelongo, futebolista uruguaio.
- 1988 — Amanda Jenssen, cantora e compositora sueca.
- 1989 — Elyse Hopfner-Hibbs, ginasta canadense.
- 1991 — Thomas Meunier, futebolista belga.
- 1992
  - Rafael Ciani, ator brasileiro.
  - Mahmood, cantor italiano.
  - Alexia Fast, atriz canadense.
- 1993 — Kelsea Ballerini, cantora e compositora norte-americana.
- 1994 — RM, rapper, compositor e produtor musical sul-coreano.
- 1995 — Gonzalo Carneiro, futebolista uruguaio.
- 1996 — Colin Ford, ator e dublador norte-americano.
- 1997 — Sydney Sweeney, atriz e produtora americana.
- 2000 — Vladislav Mylnikov, esgrimista russo.

### Século XXI
- 2001 – Veigh, rapper brasileiro.
- 2004 – Deva Cassel, modelo e atriz franco-italiana.

## Mortes

### Anterior ao século XIX
- 1185 — Andrônico I Comneno, imperador bizantino (n. 1118).
- 1213 — Pedro II de Aragão (n. 1178).
- 1362 — Papa Inocêncio VI (n. 1282).
- 1369 — Branca de Lencastre, duquesa de Lencastre (n. 1345).
- 1500 — Alberto III, Duque da Saxónia (n. 1443).
- 1573 — Arquibaldo Campbell, 5.º Conde de Argyll (n. 1530).
- 1612 — Basílio IV da Rússia, czar da Rússia (n. 1552).
- 1642 — Henri Coiffier de Ruzé, Marquês de Cinq-Mars (n. 1620).
- 1674 — Nicolaes Tulp, médico e político neerlandês (n. 1593).
- 1683 — Afonso VI de Portugal (n. 1643).
- 1687 — John Alden, colonizador inglês (n. 1599).
- 1695 — Jacob Abendana, rabino espanhol (n. 1630).
- 1792 — Ulrica Luísa de Solms-Braunfels, nobre alemã (n. 1731)

### Século XIX
- 1871 — Júlio Dinis, médico e escritor português (n. 1839).
- 1876 — Anastasius Grün, poeta e político austro-húngaro (n. 1806).

### Século XX
- 1941 — Hans Spemann, médico alemão (n. 1869).
- 1953 — Hugo Schmeisser, inventor e desenhador de armas alemão (n. 1884).
- 1957 — José Lins do Rego, escritor brasileiro (n. 1901).
- 1964 — Álvaro Moreyra, escritor e jornalista brasileiro (n. 1888).
- 1977 — Steve Biko, ativista político sul-africano (n. 1946).
- 1979 — Jocelyne LaGarde, atriz taitiana (n. 1924).
- 1984 — Ronaldo Resedá, bailarino, ator e cantor brasileiro (n. 1945).
- 1988
  - Hans Wilhelm Frei, teólogo norte-americano (n. 1922).
  - Stephen B. Grimes, diretor de arte britânico (n. 1927).
- 1991 — Ewan Forbes, nobre escocês (n. 1912).
- 1992
  - Viriato Ferreira, figurinista e carnavalesco brasileiro (n. 1930).
  - Anthony Perkins, ator norte-americano (n. 1932).
- 1993 — Raymond Burr, ator canadense (n. 1917).
- 1996
  - Eleazar de Carvalho, maestro e compositor brasileiro (n. 1915).
  - Ernesto Geisel, militar e político brasileiro, 29.° presidente do Brasil (n. 1907).
- 1997 — João Paulo, cantor brasileiro (n. 1960).
- 2000 — Florentino Zabalza Iturri, bispo católico brasileiro (n. 1924).

### Século XXI
- 2001 — Victor Wong, ator norte-americano (n. 1927).
- 2003 — Johnny Cash, cantor norte-americano (n. 1932).
- 2007 — Bobby Byrd, cantor e compositor norte-americano (n. 1934).
- 2009
  - Antônio Olinto, escritor brasileiro (n. 1919).
  - Norman Borlaug, engenheiro agrônomo estadunidense (n. 1914).
  - Jack Kramer, jogador de tênis norte-americano (n. 1921).
  - Tomislav Valentic, futebolista croata (n. 1992).
- 2010
  - Claude Chabrol, cineasta francês (n. 1930).
  - Wesley Duke Lee, pintor brasileiro (n. 1931).
- 2014 — Ian Paisley, ativista político norte-irlandês (n. 1926).
- 2018 — Rachid Taha, cantor franco-argelino (n. 1958).
- 2022 — PnB Rock, rapper, cantor e compositor estadunidense (n. 1991).

## Feriados e eventos cíclicos
- Dia Mundial do Crochê

### Rússia
- Dia do Programador (em anos bissextos) na Rússia

### Brasil
- Dia do Urologista
- Dia do Operador de Rastreamento
- Dia Nacional da Recreação
- Aniversário do Município de Jaguariúna, São Paulo
- Aniversário do Município de Canoinhas, Santa Catarina

### Cristianismo
- Guido de Anderlecht
- Laisrén mac Nad Froích
- Nossa Senhora de Lipa
- Santíssimo Nome de Maria

## Outros calendários
- No calendário romano era o dia da véspera dos idos de setembro.
- No calendário litúrgico tem a letra dominical C para o dia da semana.
- No calendário gregoriano a epacta do dia é xii.